# Wet op de Raad van State
De Wet op de Raad van State is een wet in formele zin die de inrichting, de samenstelling en de bevoegdheid van de Nederlandse Raad van State regelt. De eerste Nederlandse Wet op de Raad van State dateert van 21 december 1861, maar werd op 9 maart 1962 vervangen door de huidige wet, die sedertdien verschillende wijzigingen onderging.

## Grondslag
De Wet op de Raad van State vindt haar constitutionele grondslag in artikel 75 van de Nederlandse Grondwet:
1. De wet regelt de inrichting, samenstelling en bevoegdheid van de Raad van State.
2. Bij de wet kunnen aan de Raad of een afdeling van de Raad ook andere taken worden opgedragen.

## Inhoud
De Wet op de Raad van State is ingedeeld in drie hoofdstukken:
Hoofdstuk I. De Raad van State in het algemeen
Dit hoofdstuk regelt de samenstelling van de Raad van State, alsmede zijn bevoegdheden zoals de advisering aan de Kroon, de advisering aan de Tweede Kamer en de waarneming van het koninklijk gezag.
Hoofdstuk II. De Afdeling bestuursrechtspraak
Dit hoofdstuk regelt de samenstelling en de werkwijze van de Afdeling bestuursrechtspraak van de Raad van State. Hierbij wordt ook verwezen naar hoofdstuk 8 van de Algemene Wet Bestuursrecht.
Hoofdstuk III. Slotbepalingen
Het laatste hoofdstuk regelt onder andere de politieke onschendbaarheid van leden van de Raad van State.